# Rokt
Roktはオーストラリアで設立され、ニューヨーク市に本社を置き、ロンドン、シアトル、シドニー、東京、トロントにオフィスを構える技術企業。2021年には19億5,000万米ドルの評価額でユニコーン企業の地位を獲得し、2022年には評価額が24億米ドルに増加した。

## 概要
人工知能と機械学習を活用して、小売業者のウェブサイトに関連性の高いオファーを表示するテクノロジー企業。
Live Nation、Hulu、Macy's、Kohl's、Uber、Albertsons、HelloFreshなど様々な企業と提携している。

## 歴史
2012年、アジアでJetstarフランチャイズを構築し、Guzman y Gomezの取締役会に所属していたBruce Buchananによって設立された。Rokt Pte LtdはGoogleの上級幹部Justin Vilesが設立したRockliveを買収し、その後Vilesは共同創業者としてBuchananに加わった。Buchananは現在もRoktのCEOを務めています。
2019年、RoktはOfferLogicを買収しました。 2021年12月には、19億5,000万米ドルの評価額でユニコーン企業の地位を獲得し、2023年に株式公開する計画を発表しました。
2022年には元Amazonの幹部であるBill Bartonが、研究開発とエンジニアリングチームを率いるチーフプロダクト＆エンジニアリングオフィサーとして参画。
2024年、Roktは中小企業向けの直接販売とクロスセリングを最適化する企業Aftersellを買収。
2025年現在、2026年の新規株式公開（IPO）に向けた準備を進める意向を表明している。